# Der Glockenkrieg
Der Glockenkrieg ist ein Roman von Ernst Wolfgang Freissler aus dem Jahr 1927, der vom Brauch des Wetterläutens handelt. Der Autor Alois Johannes Lippl bearbeitete das Werk zu einem Hörspiel.

## Inhalt
Die Bewohner der Ortschaften Summering und Schellenberg streiten sich um einen Wald der zwischen den beiden Gemeinden liegt. Der Streit eskaliert, als die Summeringer behaupten, die Nachbarn würden ihnen mit den Kirchenglocken die Gewitter zutreiben. In diesem Glockenkrieg werden in Summering die Kirchenglocken gegen Kuhglocken ausgetauscht.
Schließlich rebellieren die Schellenberger Junggesellen und die Summeringer Mädchen. Nur die Liebe und die Ortspfarrer können den Konflikt noch schlichten.

## Adaptionen
- 1957 brachte der Regisseur Heinz Paul den Glockenkrieg unter dem Titel Heiraten verboten in die Kinos.

- Der Regisseur Andreas Lippl verwendete die Hörspielfassung seines Vaters 1983 für eine Fernsehversion (Der Glockenkrieg), die Kamera führte sein Bruder Martin Lippl.